# Христофор Чарнуцький
Христофор Чарнуцький (? — 28 червня 1726, Київ, Російська імперія, нині Україна) — ігумен Київського Пустинно-Микільського монастиря. 
Місце, рік народження і ім'я при народженні — невідомі. Відомості про Христофора дуже мізерні. З духовного його заповіту видно, що Чарнуцький у чернецтво вступив у 1700 році в Києво-Печерському монастирі і незабаром був призначений вчителем у Києво-Могилянський колегіум, де виконував і обов'язки префекта і викладав філософію і богослов'я з 1706 по 1709 рік. У 1707 році Христофор зведений в сан ігумена і призначений ректором академії. В цей же час був настоятелем Києво-Братського монастиря. З 1709 року ігумен Христофор був настоятелем  Київського Пустинно-Микільського монастиря і був членом Київської духовної консисторії.  У синодальний період Христофор Чарнуцький був відомий як священник, що знайшов у Микільському монастирі стародавній рукопис Соборного діяння на єретика Арменіна, на мніха Мартіна, разом з іншими священиками він поставив свій підпис, який засвідчує, що вони знайшли справжній давній документ Соборного діяння .  Згодом з'ясувалося, що давній документ не був знайдений, а був сфальсифікований. 